# Altamirano (Buenos Aires)
Altamirano é uma localidade do partido de Brandsen, da Província de Buenos Aires, na Argentina. Possui uma população estimada em 258 habitantes (INDEC 2001).